# اس‌ام یوسی-۳۶
اس‌ام یوسی-۳۶ (به انگلیسی: SM UC-36) یک زیردریایی بود که طول آن ۱۶۵ فوت ۲ اینچ (۵۰٫۳۴ متر) بود. این زیردریایی در سال ۱۹۱۶ ساخته شد.